# Jim Kammerud
Marshall James Kammerud, detto Jim (Columbus, 23 luglio 1960), è un animatore, regista e sceneggiatore statunitense.
Ha diretto tre sequel direct-to-video di Classici Disney: La sirenetta II - Ritorno agli abissi (2000, assieme a Brian Smith), La carica dei 101 II - Macchia, un eroe a Londra (2002, assieme a Brian Smith; i due hanno anche curato la sceneggiatura) e Red e Toby 2 - Nemiciamici (2006).
Oltre al sequel de La carica dei 101 Kammerud ha sceneggiato anche Tarzan 2 e Heroes of the Golden Mask.
Ha un suo studio di animazione Character Builders, fondato nel 1986 assieme a Martin Fuller e Jeff Smith (quest'ultimo lascerà lo studio nel 1992), con il quale ha lavorato, tra gli altri, a Space Jam e Rover e Daisy.